# Hu Wei
Hu Wei (胡伟), né à Pékin en 1983, est un cinéaste et un artiste chinois.

## Biographie
Il vit et travaille entre Pékin et Paris. Cinéaste et artiste plasticien, il a suivi diverses formations dans ces arts, successivement en Chine puis en France, notamment à l'École nationale supérieure des beaux-arts de Paris (ENSBA) puis au Fresnoy-Studio national des arts contemporains. Il a été retenu comme pensionnaire pour la promotion 2014 de l'Académie de France à Rome - Villa Médicis.
Ses films ont été projetés dans de nombreux festivals internationaux, dont la Semaine de la critique du Festival de Cannes, le Cinéma du réel, le Sundance Film Festival, le New York Film Festival, l'International Film Festival Rotterdam, le Chicago Film Festival, le Melbourne Film International Festival, le Warsaw Film Festival et le Sarajevo Film Festival . Son travail a également été projeté et exposé dans de nombreux musées et centres d'arts (Palais de Tokyo, Gaité Lyrique, Centre Pompidou...).
Son film La Lampe au beurre de yak (en) (酥油灯), produit par Julien Féret, fils du réalisateur René Féret, a accumulé les prix internationaux, parmi lesquels : le grand prix du Festival international du court métrage de Clermont-Ferrand en 2014, le Grand Jury Awards du AFI Film Festival, le Firebird Award du Hong Kong International Film Festival , le Prix du Public du Festival Premiers Plans d'Angers, le Grand Prix du Internationale Kurzfilmtage Winterthur, le Grand Prix ex aequo du Festival du film court en plein air de Grenoble ainsi que le prix du Glasgow Film Festival, le Best Short Film du Golden Horse Film Festival et le Best Art Film au Go Short International Short Film Festival Nijmegen. Il a aussi été nommé parmi les meilleurs courts-métrages de l'EFA(European Film Awards) et à l'Oscar du meilleur court métrage en prises de vues réelles.
En mars 2016, il préside le jury de la 3e édition du Festival International du court métrage de Rennes, Festival 7e Lune.
Son film Ce qui nous éloigne, avec Isabelle Huppert, a été sélectionné dans la compétition de l'orizzonti de la 73e édition de la Mostra de Venise en 2016,.

## Filmographie
- 2006 : Mon père sait voler (CM)
- 2009 : Sans toi (CM)
- 2012 : Le Propriétaire (CM)
- 2013 : La Lampe au beurre de yak (en) (酥油灯) (CM)
- 2016 : Ce qui nous éloigne (CM)